# Nordschweizer Permokarbontrog
Der Nordschweizer Permokarbontrog ist ein in den Kantonen Aargau, Schaffhausen, Solothurn und Zürich gelegener, mehrere Kilometer breiter und etwa 60 km langer Trog. Dieser Trog enthält eine 2 bis 3 km mächtige Sedimentfolge des Karbons und des Perms, der entlang eines Transversalbruches entstand. Solche Transversalbrüche entstanden in einer späten Phase der variszischen Gebirgsbildung und durchsetzten das Grundgebirge.
Gefunden wurde der Permokarbontrog bei Tiefbohrungen der Nationalen Genossenschaft für die Lagerung radioaktiver Abfälle (NAGRA). Diese fanden zwischen Oktober 1982 und Februar 1985 in Böttstein, Weiach, Riniken, Schafisheim, Kaisten und Leuggern statt, zwischen September 1988 und April 1989 auch in Siblingen. Dabei traf man in 1 km Tiefe nicht auf den prognostizierten Granit vom kristallinen Untergrund, sondern auf Sedimente des Trogs. Das Vorhaben der Endlagerung radioaktiver Abfälle in Granit wurde daraufhin aufgegeben und mehrere geplante Sondierbohrungen in Hägendorf, Niedergösgen, Hornussen, Birrhard und Bachs/Steinmaur wurden nicht mehr durchgeführt.